# 뱃 포 래시스
나타샤 칸(Natasha Khan, 1979년 10월 25일 ~ )은 뱃 포 래시스(Bat for Lashes)라는 예명으로 잘 알려진 영국의 싱어송라이터이다.